# 鳥羽 (鳥羽市)
鳥羽（とば）は、三重県鳥羽市にある町。現行行政地名は鳥羽一丁目から鳥羽五丁目 と無人地帯の鳥羽町がある。郵便番号は鳥羽一丁目から五丁目が517-0011で、鳥羽町は設定されていない。鳥羽藩の城下町および鳥羽港を擁する港町として発達し、志摩地方の中心地としての機能を有してきた。

## 地理
鳥羽市の北部に位置し、鳥羽市の中心市街地をなす。三方を安楽島半島、坂手島、小浜半島に囲まれた天然の良港で、船の停泊には適したが、平地部を欠いたため、城下町は一筋の街道（鳥羽道）に沿った街村形態をとっていた。
- 山 - 鳥羽三山（日和山、樋ノ山、城山）[11]
- 谷 - 鳥羽八谷（宮ノ谷[注 2]、馬の谷〔うまんたに〕[13]、松ノ木谷、信誓谷〔せせだに〕[13]、自益谷〔ぜきだに〕[13]、桃院谷〔といだに〕[13]、安斎谷〔あいさんだに〕[13]、奥谷）
- 川 - 妙慶川（みょうけいがわ）、奥谷川（問屋川）、加茂川
- 海 - 鳥羽湾、池の浦
- 島 - 三ツ島、ミキモト真珠島（相島）

北は小浜町、南は船津町、西は堅神町・池上町と接する。東側は鳥羽湾・加茂川に面し、対岸に坂手町・安楽島町・大明東町・大明西町がある。

### 通称地名
鳥羽には以下のような通称地名（「町」）がある。これらの「町」は、町内会や神社の氏子地域の単位として常用され、1878年（明治11年）まで答志郡の町だったもの（☆印）もある。鳥羽の小字と同名のもの（◎印）もある が、「町」の指す範囲は小字の範囲よりも広い。岩崎など2つの丁目にまたがる「町」もある。
「町」の境界にはたいてい川や水路があり、祭りの際には町境でもめ事が発生したり、祭りで他町を通る時には若者が事前に許可をもらいに行ったりと厳然とした境界があったが、暗渠化や埋め立てで水路が地上からなくなり、曖昧になりつつある。
岩崎（いわさき）
岩崎町とも称する。旧武家屋敷地で、鳥羽のエリート階級が暮らす街であった。明治初期には丸ノ内（鳥羽城郭内）と合併して錦町の一部となっていた。佐田浜も岩崎町の一部であり、鳥羽一番街の設立時に町として出資している。千代田生命保険（現・ジブラルタ生命保険）創業者の門野幾之進の出身地である。
本町（ほんまち）☆◎
鳥羽城の西にある旧町人地であり、南に大里、東に岩崎がある。堅神や伊勢国方面から鳥羽城下に入る峠坂（焼飯坂）があり、門番が常駐していた。
大里（おおさと）☆◎
大里町とも称し、「おおざと」と濁音で読むこともある。鳥羽城の西にある旧町人地であった。建武2年12月6日（ユリウス暦：1336年1月19日）の史料に「泊浦大里岩崎」の文字が見られ、当時は（現代の）大里から藤之郷までを指すより広範な地名であった。小里に対して大きい里という意味であるが、現代の鳥羽に小里の地名は残っていない。大里の東側、横町寄りの地域はかつて潟町（かたまち）と呼ばれていた。志摩国最大の寺院・常安寺の所在地。
錦町（にしきまち）☆◎
丸ノ内（鳥羽城郭内）と埋め立てた城の堀跡から成る。1871年（明治4年）に、鳥羽湾の別名「錦浦」にちなんで命名された。鳥羽市役所が置かれ、近代以降も鳥羽市の行政の中心であり続けている。
横町（よこまち）☆◎
鳥羽城の西にある旧町人地であり、旧町人地の中央に位置する。町名は、本町・大里から横に連なる町という意味である。
中之郷（なかのごう）☆◎
小字名としては中之郷町。旧町人地で、九鬼氏の治世下（江戸時代初期）に藤之郷から分離した。港町鳥羽の中心であり、船問屋や船宿、商家が立ち並んでいた。現代でも商家の名残の狭い間口と長い奥行き、各家の蔵を確認することができる。大正時代に発生した火災の名残で、焼失地域と非焼失地域では道幅が異なっている。
藤之郷（ふじのごう）☆◎
小字名としては藤之郷町。鳥羽城の南にある旧町人地。町人地であったが最も多いのは漁師であった。鳥羽藩歴代の藩主の関船を納める船倉があった。
奥谷（おくだに）☆◎
旧武家屋敷地。西念寺の敷地であったが、土井利益の藩主時代（1681年 - 1691年）に寺を移転して士地とした。奥谷川（問屋川）が流れ、弘法井戸がある。
赤崎（あかさき）◎
藤之郷の南に位置し、元は藤之郷の一部であった。旧鳥羽町（現・鳥羽四丁目）と旧船津町（現・鳥羽五丁目）にまたがって同名の小字があり、双方にまたがって赤崎鉱山があった。「赤崎金山」という小字もあるが、実際に採掘していたのは銅である。赤崎神社がある。
上記の「町」のうち、旧町人地である本町と大里を合わせて「両町」、横町・中之郷・藤之郷を合わせて「三町」と呼ぶ。また、平成以降は中之郷以南の地域を「鳥羽なかまち」と称し、地域住民がまちづくり活動を展開している。

### 丁目と鳥羽町
鳥羽は一丁目から五丁目までと、鳥羽町の6つに分かれている。鳥羽市で丁目の設定がある地域は鳥羽のみであり、市内では鳥羽を省略して「○丁目」とだけ呼ぶことがある。
鳥羽一丁目
鳥羽の北部に位置し、東西に細長い形をしている。北東端に佐田浜埋立地があり、鳥羽駅・鳥羽バスセンター・鳥羽市営定期船佐田浜桟橋（鳥羽マリンターミナル）が集まる交通結節点となっている。鳥羽駅周辺には宿泊施設、土産物店、飲食店が建ち並び、鳥羽湾にミキモト真珠島、鳥羽駅の北西に日和山など観光資源が点在する。鳥羽駅南側の観光客向けの商店街付近を岩崎と呼ぶ。
北部の国道沿いには、シンフォニア テクノロジーの工場や新興住宅地「鳥羽美台」がある。
北は小浜町、南は三丁目・二丁目、西は堅神町と接し、東は鳥羽湾をはさんで坂手町と向かい合う。
鳥羽二丁目
鳥羽の北西部に位置し、東西に細長い形をしている。東部の本町通り、大里通りに沿って歓楽街が形成されている。本町・大里はともに旧町人地であり、古い家並みが残る。古い家屋は本町から堅神町へ向かう鳥羽道沿いにも残っている。
北は一丁目、東は三丁目、南は鳥羽町、西は池上町・堅神町と接する。
鳥羽三丁目
鳥羽の中央部に位置する。旧鳥羽城の城郭内と掘跡で構成される錦町、錦町に平行する横町、2つの町の南にある中之郷で構成される。錦町には鳥羽市役所、鳥羽市民文化会館などの公共機関と金融機関が集中するが、一部は郊外に移転している。横町・中之郷は旧町人地であり、近代以降は近隣住民向けの商店街として機能する。中之郷駅がある。
海沿いの鳥羽港中之郷地区は都市計画に基づいて商業地区に指定され、鳥羽水族館や伊勢湾フェリーの発着場がある。
北は一丁目、南は四丁目・鳥羽町、西は二丁目と接する。東は鳥羽湾をはさんで安楽島町と向かい合う。
鳥羽四丁目
鳥羽の南部に位置する。旧町人地の藤之郷と旧武家地の奥谷に相当する。南端部は赤崎と呼ばれる。三丁目と同じく近隣住民向けの商店街として機能する。北東部には鳥羽市営定期船の中之郷桟橋が置かれている。鳥羽郵便局や鳥羽磯部漁業協同組合本所がある。
北は三丁目、南は五丁目、西は鳥羽町と接する。東は鳥羽湾をはさんで安楽島町、南東部は鳥羽湾と加茂川河口で大明東町・大明西町に向かい合う。
鳥羽五丁目
鳥羽の南部に位置する。ほかの丁目とは異なり、元は船津町の一部であり、政策上「加茂地区」扱いされることがある。五丁目となる前は「船津新田」と呼ばれていた地域で、干拓によって造成され、大部分は住宅地である。赤崎鉱山や鳥羽中学校があった。
北は鳥羽四丁目、南から西は船津町と接する。東は加茂川に面し、大明西町と向かい合う。
鳥羽町
鳥羽の西部、鳥羽市街地の背後に控える樋ノ山一帯に当たる。1966年（昭和41年）の丁目設定、1962年（昭和42年）の池上町・鳥羽五丁目新設時に分割されなかった地域である。無人地帯である ため、郵便番号が制定されておらず、往々にして行政上存在しないかのように扱われる。一方で無人にもかかわらず、小・中学校の通学区域は指定されており、2014年（平成26年）の経済センサス上、町内に1事業所が存在する。
北は二丁目・三丁目、東は四丁目、南は船津町、西は堅神町・池上町と接する。

### 学区
市立小・中学校に通う場合、学区は以下の通りとなる。
| 丁目       | 番・番地等 | 小学校             | 中学校               |
| ---------- | ---------- | ------------------ | -------------------- |
| 鳥羽一丁目 | 全域       | 鳥羽市立鳥羽小学校 | 鳥羽市立鳥羽東中学校 |
| 鳥羽二丁目 | 全域       | 鳥羽市立鳥羽小学校 | 鳥羽市立鳥羽東中学校 |
| 鳥羽三丁目 | 全域       | 鳥羽市立鳥羽小学校 | 鳥羽市立鳥羽東中学校 |
| 鳥羽四丁目 | 全域       | 鳥羽市立鳥羽小学校 | 鳥羽市立鳥羽東中学校 |
| 鳥羽五丁目 | 全域       | 鳥羽市立鳥羽小学校 | 鳥羽市立鳥羽東中学校 |
| 鳥羽町     | 全域       | 鳥羽市立鳥羽小学校 | 鳥羽市立鳥羽東中学校 |

## 歴史

### 中世まで
鳥羽はかつて「泊浦」と呼ばれており、鎌倉時代の史料でその名を確認できる。当時の泊浦は、伊勢神宮（内宮・外宮双方）の御厨であり、伊勢国と志摩国の境界付近に位置したことから、泊浦を志摩国答志郡の所属とする史料、伊勢国度会郡の所属とする史料が混在しており、『神鳳鈔』ではどちらの郡にも泊浦が掲載されている。伊勢神宮の警護のために都から下向していた橘氏は保元・平治の乱の頃（1156年 - 1160年）より泊浦を支配し、一族は泊衆（鳥羽衆）と呼ばれた。
泊浦は鳥羽の語源と考えられており、後代の資料では泊の字に「とば」ないし「とま」のルビを振ったものもあるが、根拠に乏しく、文字通り「とまり」と読むのが正しいとみられる。泊浦が訛って「とば」となり、「鳥羽」の字が当てられたと言われている。室町時代以前の鳥羽は、鳥羽三山と海岸線の間に開けたわずかな空間に成立した小さな村で、大里と小里の2つに分かれていた。この頃の大里は江戸時代以降に横町・中之郷・藤之郷と呼ばれる地域をも包括した地名であった。
南北朝時代になると、泊浦は度会郡棚橋村（現・度会町棚橋）の法楽寺（現・蓮華寺）の所領に移行した。法楽寺は京都の醍醐寺三宝院の末寺であったことから、泊浦は北朝の勢力下に置かれた。当時の泊浦の様子が「検注使法橋慶範注進状」に記録されており、これによると泊浦の一部とされる江向村は嘉元4年（1306年）に在家が115宇あり、延慶3年（1310年）には135宇に増加したという。本在家は平均12坪（≒40 m2）と比較的広いのに対し、新在家は4坪（≒13 m2）以下が一般的であり、村人は農漁民ならず、巫女や番匠なども居住しており、当時から都市的な性格を帯びていたことが窺える。貞和4年（1348年）の史料「外宮禰宜目安状案」には「泊浦之守護代ノ城」の文字が見られ、伊勢・志摩両国の守護所があったことが分かる。そこで南朝方に就いた外宮の神主・度会家行は、正平3年1月6日（ユリウス暦：1348年2月5日）に渋谷弾正を大将として泊浦へ送り込み、守護代を襲撃した。続いて応永6年から7年（1399年 - 1400年）にかけて、足利義満は伊勢国守護の仁木義員と土岐康行を介して、法楽寺領泊浦を三宝院雑掌に渡し付けるよう命じた。
戦国時代初期の鳥羽は、引き続き橘氏を当主とする泊衆（鳥羽衆）の支配下にあった。当時の志摩国は「志摩十三地頭」と呼ばれる地侍が群雄割拠する時代であり、後鳥羽天皇の末裔とも称される当主・橘宗忠（原監物、鳥羽主水とも）は伊勢国司の北畠氏に服属して多気御所公家に列し、他の地頭衆から「鳥羽殿」の尊称で呼ばれる盟主的存在であった。宗忠は取手山（日和山）に取手山城を、観音山（城山）に砦を築き、相島（ミキモト真珠島）と千貫島（誓願島）に船番所を設けて鳥羽港に入港する船から帆別銭と呼ばれる入港税を徴収して生計を立てていた。しかし宗忠には嫡男がなく、宗忠の死後に所領は娘婿の九鬼嘉隆のものとなった。鳥羽衆は嘉隆の家臣になる者、嘉隆に対抗する小浜景隆に従う者、庶民になる者とそれぞれの道を歩んだ。永禄13年（1570年）に嘉隆は志摩国を平定し、文禄3年8月（1594年9月）に鳥羽城を築城した。鳥羽城は大手門を海側に向けた類例の少ない海城で、鳥羽の町とは海面で隔てられた離れ小島にあった。その後、慶長5年（1600年）の関ヶ原の戦いにおいて、嘉隆は西軍方に就いて、息子の守隆は東軍方に味方して親子で戦うこととなったが、両陣営とも身内同士であり、なおかつ築城間もない鳥羽城を灰燼に帰すのは忍びなかったため、敵のいないところに矢を放ったり、空砲を撃ったりして戦っているように見せかけた。関ヶ原の戦いの本戦は東軍の勝利に終わり、嘉隆は答志島へ渡って自害した。

### 近世
江戸時代には志摩国答志郡に属し、鳥羽藩の藩庁所在地・鳥羽城下を成していた。鳥羽藩の初代藩主は九鬼守隆で、大坂の陣の武功により1,000石加増され5万6千石の大名となるが、守隆の死後家督争いが発生し、九鬼氏は内陸の三田藩と綾部藩に分割されて鳥羽を去った。以後は内藤氏、土井氏、大給松平氏、板倉氏、戸田松平氏と交代が続き、稲垣昭賢が享保10年（1725年）に入封して以降、稲垣氏で安定した。鳥羽藩は志摩一国を領有したとは言え、志摩国の総石高は2万石に過ぎなかったため、伊勢など他国に飛地の領地を有した。しかも鳥羽藩領は耕地が少なく、年貢は米ではなく金納が主であった。
城下町鳥羽は1本の街道に沿って展開し、西端にある峠門から南端の奥谷まで15町余（≒1.6 km）であった。城下は町人地の本町、大里、横町、中之郷、藤之郷の5つの町、武家地の鳥羽城郭内（丸之内）と郭外（岩崎、奥谷）で構成された。町人地は1本の街道ながら、片側町、遠見遮断としての鉤型の街路や外縁部の寺院配置など城下町らしさを備えていた。他方、鳥羽藩士は安政4年（1857年）時点で387人と少なく城下町としての発展には限界があったが、江戸と上方を結ぶ廻船が熊野灘と遠州灘という2つの難所を越える前後で風待ちのために寄港する港町として繁栄した。多い時には500艘もの千石船が鳥羽港に停泊し、城下の各町には操船業（船の漕ぎ手）、船大工、船宿など港に関連する職業に就く住民が多く、宿は諸国の地名を冠していた。さらに船乗りを相手とする遊女も出現し、最盛期には500人にも上ったと伝えられる。この遊女は「はしりかね」と呼ばれた。海に面したため漁業も重要な産業であり、特に『本朝食鑑』で鳥羽の名物と記されたボラを獲る「鯔楯」（ぼらたて）は、鳥羽藩の事業として藩主や家老の手船も出漁し、楯奉行という役職もあったほどである。

### 近代から現代
明治4年7月14日（グレゴリオ暦：1871年8月29日）、廃藩置県により鳥羽藩の配下を鳥羽県に置き換え、藩庁を県庁としたため、県庁所在地となった。鳥羽藩の知藩事だった稲垣長敬は解任され、稲垣保が権大参事として県政を司った。また鳥羽城下が解体され、町人地5町（本町、大里町、横町、中之郷、藤之郷）は独立した町となり、武家地では通称だった奥谷が正式な町に昇格、丸之内と岩崎は合併して錦町となった。しかし府県統合により鳥羽県は度会県に吸収されることとなり、わずか4か月後の11月22日（グレゴリオ暦：1872年1月2日）に消滅した。鳥羽城の堀は埋め立てられて漸次錦町へ編入されていき、その地価は1坪あたり現金で80銭、延金で1円だった。一方、蒸気船の時代が到来して風待ちをする必要がなくなり、鳥羽港の賑いがそがれていった。1878年（明治11年）、分割された7町が合併し、鳥羽町となった。
明治初期に城下町・港町の2つの性格を同時に失った鳥羽であったが、港湾都市としては日本国郵便蒸気船会社（現・日本郵船）の分社を小津清左衛門ら松阪の豪商が明治5年（1872年）に誘致し、海軍省が鳥羽港を要港に指定し、相島（ミキモト真珠島）に油槽所を置いて頻繁に出入りするようになったため、命脈を保った。政治都市としても1879年（明治12年）2月に答志郡・英虞郡共通の郡役所が常安寺に置かれ、初代郡長に河原田俊蔵が就任することで再生した。一方、街の経済を支えたのは1878年（明治11年）に進出した鳥羽造船所であった。鳥羽造船所は東京で造船業を営む福沢辰蔵が、自身の造船所の支店として開設したもので、翌1879年（明治12年）12月に旧鳥羽藩士の稲垣幸作や山本如水らの資金提供を受けて基盤を整え、事業を拡大していった。この頃、民間では自由民権運動の影響が表れ始め、修志社や志勢同盟会といった結社が生まれた。ここで活躍した須藤富八郎は1889年（明治22年）に鳥羽町・堅神村・小浜村が合併して発足した鳥羽町の初代町長に就任した。合併前の旧鳥羽町の範囲は大字鳥羽町、すなわち住所表記上「鳥羽町鳥羽町」となったが、1917年（大正6年）に大字鳥羽（鳥羽町鳥羽）へ変更した。
1911年（明治44年）7月21日、参宮線が鳥羽まで延伸し、終点となる鳥羽駅が開業した。駅を建設する平地を確保するため、15,000坪余（≒5 ha）の海面が埋め立てられた。開通祝賀会には後藤新平が出席し、当日の伊勢新聞は志摩郡全体の水産業と観光業の発展の条件が整ったとする社説を掲載した。実際に奥志摩（現・志摩市）や南島地方（現・南伊勢町）から鳥羽に人や物が集まり、鳥羽駅から鉄道輸送する交通流が生まれ、更なる鉄道延伸が議論された。まず1919年（大正8年）に志摩自動車（後に戦時統合により三重交通に吸収合併）が鳥羽 - 鵜方間で志摩地方初の路線バスの運行を開始し、続いて1929年（昭和4年）7月23日に志摩電気鉄道（現・近鉄志摩線）が鳥羽 - 賢島間の鉄道を開通し、中之郷駅を新設した。こうして鳥羽駅は鳥羽町外との中継地、中之郷駅は鳥羽町内の中心地および鳥羽港の物資中継地という役割分担が成立し、岩崎・本町・錦町は観光客向け、中之郷・藤之郷は地元客向けの商店街へと変貌していった。鳥羽で観光が本格的に始まるのは、1927年（昭和2年）に鳥羽湾が日本百景の1つに選定されて以降であり、同年12月に鳥羽湾で遊覧船の運航を、1933年（昭和8年）9月8日には日和山でエレベーターの運行を開始した。この間、1917年（大正6年）12月20日、錦町の個人宅から出火し、強い西風にあおられて錦町から中之郷まで391棟が全半焼する鳥羽大火が発生した。これを機にまちなかの道路が拡幅され、その費用を捻出するために中之郷沖を埋め立てて土地を造成し、その売却益を充当した。
太平洋戦争中の鳥羽は、海軍の伊勢防備隊が設置されるなどいくつかの軍事拠点が置かれたが、組織的な攻撃を受けることはなかった。とは言え、応召等で181人の戦没者が出た。終戦から間もない1946年（昭和21年）11月20日には伊勢志摩国立公園が指定を受け、「鳥羽の将来は観光で生きていく以外にない」と鳥羽町長の佐藤忠が発言するなど観光業が街の中心になっていく。観光施設としては1951年（昭和26年）3月12日に御木本真珠ヶ島（現・ミキモト真珠島）、1955年（昭和30年）5月15日に鳥羽水族館が開業した。この間、1954年（昭和29年）に鳥羽町が周辺村と合併して鳥羽市が発足し、大字鳥羽は鳥羽町に戻った。高度経済成長期になると、観光シーズンに国道167号（鳥羽道）の渋滞や市街地の駐車場不足が顕著となり、岩崎桟橋の船舶の混雑も課題となった。そこで鳥羽市の初代市長・中村幸吉は佐田浜沖を埋め立てて新港と新国道を建設することを決定し、1966年（昭和41年）6月2日に鳥羽市役所で起工式が挙行、1972年（昭和47年）に埋め立てを終了した。4車線を持つ海岸沿いの新国道は1973年（昭和43年）3月18日に開通し、交通流動の中心は海岸沿いへ移動し、市街地を通過する自動車はほぼなくなった。この間、1966年（昭和41年）9月1日に鳥羽町の大部分を鳥羽一丁目から四丁目に分割し、翌1967年（昭和42年）9月1日には船津町の北部、船津新田と呼ばれた地域を鳥羽五丁目とした。

### 地名の由来
中世の頃の地名「泊浦」が転訛して「とば」になったとされる。「鳥羽」という漢字表記は、賀多神社の縁起を記した『賀多社古老口実伝』にある、八王子神がワシ（鳥）の羽でできた船に乗ってこの地に降り立ったという伝説に基づいているとされる。

### 町名の変遷
| 実施後     | 実施年月日               | 実施前 |
| ---------- | ------------------------ | --- |
| 鳥羽一丁目 | 1966年（昭和41年）9月1日 | 鳥羽町（字 高城・岩崎ノ上・茶臼山・茶臼山腰・焔硝蔵・焔硝蔵ノ前・焔硝蔵西岨・焔硝蔵ノ岨・焔硝蔵山ノ手・大墓所前・佐田浜・大杉ノ下・大杉ノ上・佐田小山・佐田宮田・日和山・日和山東谷・日和山東腰・日和山尾崎・佐田北山・エゴ松ノ上・瀬ノ浜・北主水山・菖蒲ヶ谷・主水山・菖蒲ヶ谷ノ上・北ナメカブラ・五リンノ上・ナメカブラ・浜辺田・日和山西岨・浜辺田ノ岨・浜辺田ノ上・南主水山・新兵エ坂東岨・新兵エ坂ノ岨・尾屋道ノ東・梅崎・浪静・角助田ノ東・小浜道南・馬ノ谷打越・八軒屋打越・角助田・角助田ノ西・大北裏・古墓所打越・小田谷打越・十兵エ田ノ上・十兵エ田ノ岨・大北裏十兵エ田・北裏山・佐八弓張田・小浜境魚見田ノ東・小浜境魚見田ノ上・鳶ヶ巣小浜兵谷・佐八北裏・相島の全域と字 佐八・錦町の一部） |
| 鳥羽二丁目 | 1966年（昭和41年）9月1日 | 鳥羽町（字 大里町・本町・宮ノ谷・妙生寺ノ上・即心軒ノ東・即心軒ノ上・馬ノ谷・八軒屋・馬ノ谷ノ上・八軒屋ノ上・仮墓所・小田谷・三昧・兎谷・東佐八・大石谷・松ノ木谷北側・ホウジ谷・大田・松ノ木谷長屋跡・松ノ木谷往来ノ前・山神ノ前・松ノ木谷往来ノ南・裏萩東山・十軒屋・常安寺山・日高山・真誓谷ノ上・自益谷ノ上・同院谷ノ上・佐八・鉄砲矢場ノ下の全域と字 大谷・大谷西ノ奥・錦町、瀬巴山、松ノ木谷焼場谷、イボトリ・十軒屋ノ上、裏萩山の一部） |
| 鳥羽三丁目 | 1966年（昭和41年）9月1日 | 鳥羽町（字 横町・向山・西清水・東清水・中之郷町・港町・東清水吹貫の全域と錦町・樋ノ山、瀬巴山、藤之郷町の一部） |
| 鳥羽四丁目 | 1966年（昭和41年）9月1日 | 鳥羽町（字 樋ノ山尾崎・奥谷・兵四郎山・加茂道・加茂道尺道ノ下・加茂道ノ東、加茂尺道ノ下・加茂道尺道ノ上・赤崎地蔵下・角兵衛ノ鼻・角兵衛鼻ノ下・三ツ石、赤崎金山・赤崎往来ノ上・赤崎の全域と奥谷南側ノ上・藤之郷町・五段の一部） |
| 鳥羽五丁目 | 1967年（昭和42年）9月1日 | 船津町（字 赤崎・青丸・稲吉・柿ヶ谷の全域、字 小掛・樋野山の一部） |

## 世帯数と人口
2019年（令和元年）8月31日現在の世帯数と人口は以下の通りである。
| 丁目       | 世帯数    | 人口    |
| ---------- | --------- | ------- |
| 鳥羽一丁目 | 244世帯   | 444人   |
| 鳥羽二丁目 | 227世帯   | 364人   |
| 鳥羽三丁目 | 235世帯   | 445人   |
| 鳥羽四丁目 | 202世帯   | 419人   |
| 鳥羽五丁目 | 130世帯   | 269人   |
| 計         | 1,038世帯 | 1,941人 |

### 人口の変遷
国勢調査等による人口の推移。
| 1746年（延享3年）  | 4,380人 | [ 6 ]  |  |
| 1857年（安政4年）  | 3,873人 | [ 88 ] |  |
| 1879年（明治12年） | 4,723人 | [ 88 ] |  |
| 1888年（明治21年） | 4,400人 | [ 88 ] |  |
| 1995年（平成7年）  | 3,420人 | [ 89 ] |  |
| 2000年（平成12年） | 2,848人 | [ 90 ] |  |
| 2005年（平成17年） | 2,521人 | [ 91 ] |  |
| 2010年（平成22年） | 2,250人 | [ 92 ] |  |
| 2015年（平成27年） | 1,996人 | [ 93 ] |  |

### 世帯数の変遷
国勢調査等による世帯数の推移。
| 1746年（延享3年）  | 931戸     | [ 6 ]  |  |
| 1857年（安政4年）  | 892戸     | [ 88 ] |  |
| 1879年（明治12年） | 1,044戸   | [ 88 ] |  |
| 1888年（明治21年） | 931戸     | [ 88 ] |  |
| 1995年（平成7年）  | 1,351世帯 | [ 89 ] |  |
| 2000年（平成12年） | 1,204世帯 | [ 90 ] |  |
| 2005年（平成17年） | 1,123世帯 | [ 91 ] |  |
| 2010年（平成22年） | 1,052世帯 | [ 92 ] |  |
| 2015年（平成27年） | 920世帯   | [ 93 ] |  |

## 文化

### 年中行事
岩田準一の調査によれば、近世・近代の鳥羽には、町の番太（正月）、大及打（おおぎっちょう、1月3日 (旧暦)）、獅子舞（旧暦1月6日 - 1月7日）、踊り児（1月6日 (旧暦)）、観音講（1月8日 (旧暦)）、大念仏（7月15日 (旧暦)）、追んやれ（7月30日 (旧暦)）、盆踊り（お盆）、家浄め（やぎよめ、11月1日 (旧暦)）、山の神（11月1日 (旧暦)）六十六垢離（旧暦11月1日から66日間）、ねこもさんも（12月8日 (旧暦)）、じうぞうけんぞく（大晦日）、年忌の雀（「町」により時期が異なる）などの年中行事が主に鳥羽の「町」ごとに行われていた。鳥羽の盆踊りは、町人に交じって武士も踊りの輪に加わったことから、身分を隠すために手ぬぐいや編み笠で顔を隠して踊るという独特の風習があったが、昭和初期には顔を隠す伝統はほぼなくなっていた。
正月飾りは武家地と町人地で差があり、武家地では松竹で飾り、町人地ではアセビ（えせび）や椎柴で飾った。

### 相橋・大及打・妙慶川
相橋（あいはし）は妙慶川（みょうけいがわ）に架かる橋である。妙慶川と相橋は、室町時代以前に伊勢国と志摩国の境界をなしていた。相橋とは伊勢国と志摩国が相まみえるところの橋という意味である。嫁入りと葬式の際には相橋を渡ってはいけないという風習があった。
江戸時代には相橋に鳥羽城の堀口門が置かれ、大山祇神社への参道にあたる橋でもあったことから、重要な地点であった。妙慶川は鳥羽城の堀として利用された。上述の大及打（おおぎっちょう）は人形（ひとがた）、祷人（とうにん、宮守り役）の妻の毛髪、櫛、笄（こうがい）を詰めた小俵を相橋の上で引っ張り合うという祭りであった。「エイサラサ」、「サラサノサ」の掛け声で3度小俵を引き合うが、かつて伊勢国であった妙慶川の北側を志摩国に編入したという歴史を踏まえ、必ず志摩国側（妙慶川の南側）へ引き入れていた。3度目の引き合いの後、小俵は海へ流し、社宮司（現・大山祇神社）の山へ駆け上り、神楽太鼓を叩き、その後町へ下りて「大及打の初穂」と称して各戸を巡回し、米銭を集めて祭りは終了となった。祭りの間、相橋は通行が禁じられるが、その下の妙慶川を船で行き来するのは自由であったため、ある時相橋から落ちてきた小俵が航行中の兵庫の伝馬船へ転がり込み、その船と船の持ち主の俵屋に幸福をもたらしたという昔話が残っている。
妙慶川の周辺は1977年（昭和52年）以降の土地区画整理事業により変貌しているが、相橋の周辺は江戸時代の雰囲気を残している。

## 交通

### 鉄道
- 東海旅客鉄道
参宮線 鳥羽駅
- 近畿日本鉄道
（←M 鳥羽線 池の浦方面） 鳥羽駅 （M 志摩線→）中之郷駅 - 志摩赤崎駅 （船津方面→）

### 路線バス
- 三重交通（伊勢営業所管内）
  - 大宮 - 鳥羽線（高速バス）
  - 伊勢二見鳥羽周遊バス（CANバス）
- かもめバス

### 道路

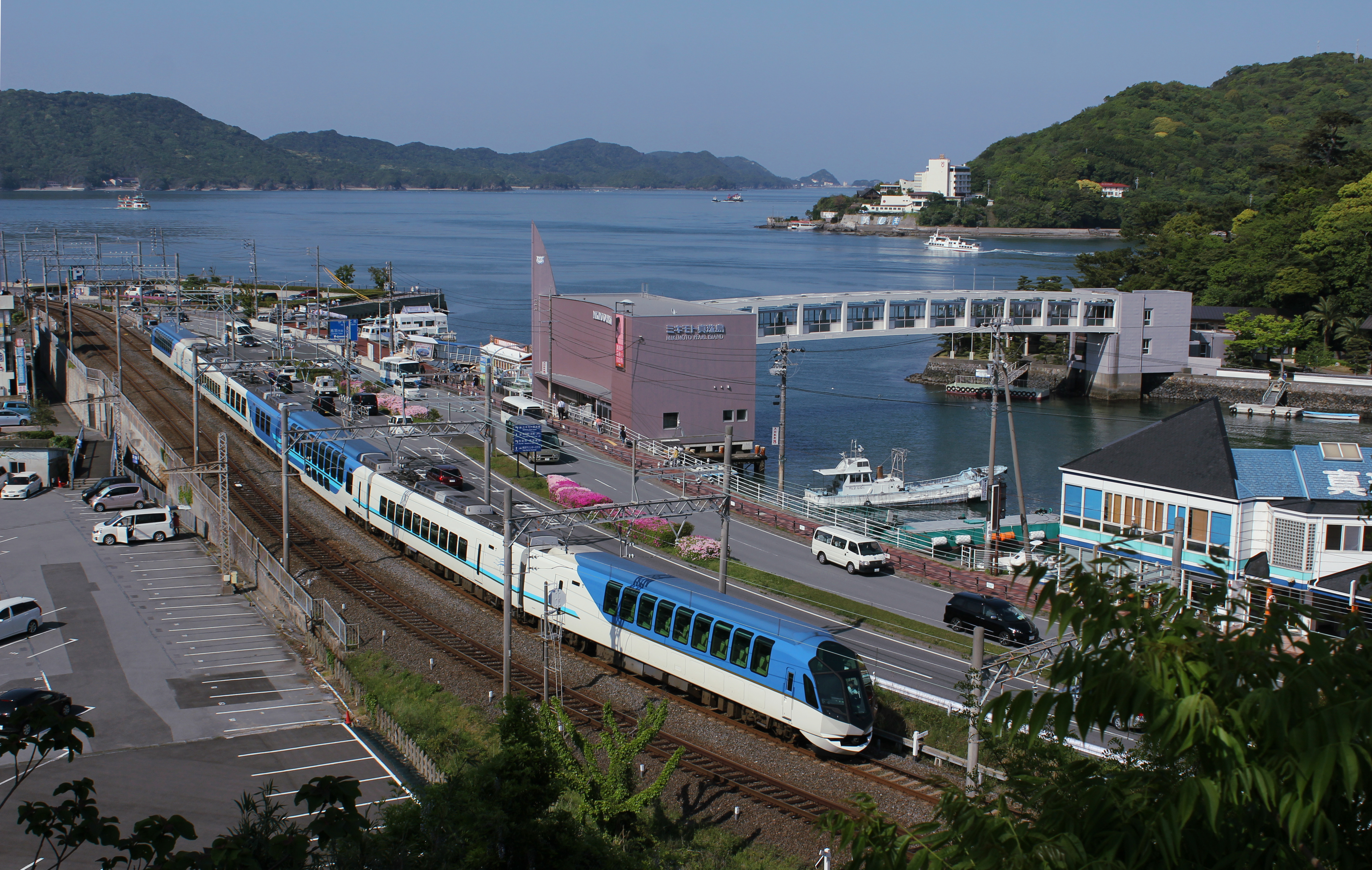
近鉄志摩線と並走する国道42号
画像中央に架かる橋はミキモト真珠島へ渡るパールブリッジ

- 国道42号
- 国道167号（大部分が国道42号と重複）
- 国道259号（全区間が国道42号と重複）
- 三重県道750号阿児磯部鳥羽線（安楽島大橋）
- 伊勢志摩スカイライン
- 岩崎通り
- 本町通り
- 大里通り
- 錦町通り
- 横町通り
- 鳥羽市道岩崎中之郷線[99]
- 鳥羽市道学校前線[99]

### 航路
- 鳥羽市営定期船
- 志摩マリンレジャー
- 伊勢湾フェリー

## 施設
- 鳥羽港（一、三、四丁目）

鳥羽一丁目
- 鳥羽海上保安部
- 鳥羽警察署鳥羽駅前交番
- JR・近鉄鳥羽駅
- 鳥羽マリンターミナル
  - 佐田浜桟橋
  - 志摩マリンレジャー株式会社本社
- 鳥羽国際ホテル
- 戸田屋
- ホテルロードイン鳥羽
- 鳥羽一番街
- 鳥羽マルシェ
- ミキモト真珠島
- 赤福鳥羽支店
- 鳥羽市歴史文化ガイドセンター
- 海島遊民くらぶ
- シンフォニア テクノロジー鳥羽工場
- ミキモト鳥羽工場

鳥羽二丁目
- 江戸川乱歩館
- 扇芳閣

鳥羽三丁目
- 鳥羽市役所
- 鳥羽市民文化会館
  - 鳥羽市中央公民館
- 近鉄志摩線中之郷駅
- 鳥羽水族館
- 株式会社ブランカ鳥羽本店
- 伊勢湾フェリー株式会社本社
- 鳥羽錦町郵便局
- 百五銀行鳥羽支店
- 三十三銀行鳥羽支店
- 伊勢農業協同組合鳥羽支店中之郷

鳥羽四丁目
- 鳥羽市中央公民館奥谷分館
- 鳥羽郵便局
- 百五銀行鳥羽中央支店
- 鳥羽磯部漁業協同組合本所・鳥羽支所

鳥羽五丁目
- 鳥羽市中央公民館五丁目分館
- 近鉄志摩線志摩赤崎駅

### 史跡
- 賀多神社（二丁目）
- 常安寺（二丁目）
- 金刀比羅宮鳥羽分社（二丁目）
- 鳥羽城跡（三丁目）
- 旧鳥羽小学校校舎（三丁目）
- 赤崎神社（四丁目）

## ゆかりの人物

### 出身者
- 三浦樗良 - 俳諧師
- 御木本幸吉 - 実業家、養殖真珠発明者
- 岩田準一 - 画家、風俗研究家

### 居住経験者
- 梶井基次郎 - 小説家
- 江戸川乱歩 - 推理作家
- 中村幸吉 - 初代鳥羽市長[100]